# Archie Mitchell
Archibald Lionel "Archie" Mitchell  es un personaje ficticio de la serie de televisión británica EastEnders, interpretado por el actor Larry Lamb del 8 de julio de 2008, hasta el 28 de diciembre de 2009.

## Biografía
Archie nació y se crio en el este de Londres junto a sus padres Philip y Sandra Mitchell en 1939. Durante su niñez sufrió golpes por parte de su padre, Archie era un hombre cálido y carismático con todos en especial con su cuñada Peggy a quien ayudó cuando esta sufrió maltratos de su esposo Eric Mitchell.
Archie vivió en Romford junto a Glenda con quien se casó en 1968, más tarde la pareja le dio la bienvenida a sus dos hijas Ronnie Mitchell y Roxy Mitchell, sin embargo desde las puertas hacia adentro Archie demostraba su verdadera personalidad, la de un hombre desagradable, quien tuvo numerosas aventuras y convirtió a Glenda en una mujer amargada. Cuando Ronnie tenía 13 años Archie la violó y un año después cuando se enteró de que Ronnie estaba embarazada de su novio, Joel se enfureció y le prohibió verlo de nuevo, en 1989 Ronnie dio a luz a su hija, Amy sin embargo poco después del nacimiento Archie le mintió y le dijo que había muerto y la puso en adopción lo cual la dejó destrozada y comenzó a guardarle rencor a su padre, la pareja que adoptó a Amy la nombró Danielle.
Más tarde Glenda tuvo una aventura y quedó embarazada de Danny Mitchell, decidida a que su hijo no fuera manipulado por Archie decidió divorciarse y Ronnie decidió alejarse de su padre. 